# Gavarnac
Gabarnac (en francès Gabarnac) és un municipi francès situat al departament de la Gironda i a la regió de la Nova Aquitània.

## Demografia
| 1962                                       | 1968 | 1975 | 1982 | 1990 | 1999 | 2007 |
| ------------------------------------------ | ---- | ---- | ---- | ---- | ---- | ---- |
| 304                                        | 317  | 275  | 268  | 273  | 266  | 285  |
| Des de 1962: població sense dobles comptes |      |      |      |      |      |      |

## Administració
| Període   | Identitat     | Partit |
| --------- | ------------- | ------ |
| 1977-1989 | Serge Massieu |        |
| 1989-2000 | Serge Colomb  |        |
| 2000-2008 | Pierre David  |        |
| 2008-     | André Massieu |        |